# Dipus sagitta
Il gerboa dai piedi rugosi (Dipus sagitta Pallas, 1773) è un roditore della famiglia dei Dipodidi, unica specie del genere Dipus (Zimmermann, 1780), diffuso nell'Asia centrale.

## Descrizione

### Dimensioni
Roditore di medie dimensioni, con la lunghezza della testa e del corpo tra 101 e 155 mm, la lunghezza della coda tra 145 e 190 mm, la lunghezza del piede tra 52 e 67 mm, la lunghezza delle orecchie tra 13 e 24 mm e un peso fino a 117 g.

### Caratteristiche craniche e dentarie
Il cranio é corto e presenta un rostro breve, la scatola cranica tondeggiante, le bolle timpaniche sono rigonfie e le arcate zigomatiche sottili. La mandibola è perforata sul processo angolare. Gli incisivi sono gialli, sottili, attraversati da un solo longitudinale ed opistodonti, ovvero con le punte rivolte verso la parte interna della bocca, i molari sono cuspidati, gli ultimi e i premolari superiori sono ridotti.
Sono caratterizzati dalla seguente formula dentaria:

### Aspetto
L'aspetto è quello di un topo con la testa grande e rotonda e una pelliccia relativamente lunga e setosa. Le parti superiori variano dal bruno sabbia al bruno-rossastro, mentre le parti ventrali e una larga banda trasversale su ogni anca sono bianche. Il muso è breve, il naso è appiattito, gli occhi sono grandi e prominenti. Le orecchie sono lunghe e strette. Le zampe anteriori sono corte, mentre le zampe posteriori sono allungate, con i tre metatarsi centrali fusi tra loro in un unico osso denominato cannone e terminano con tre dita, la centrale delle quali è la più lunga. sui loro bordi sono presenti frange di setole bianche. La coda è molto più lunga della testa e del corpo e termina con un pennacchio nero con la punta bianca. Le femmine hanno due paia di mammelle addominali e due inguinali.

## Biologia

### Comportamento
È una specie terricola con andatura saltatoria, notturna e solitaria. Costruisce tre tipi di tane, una estiva permanente lunga fino a 5 m e profonda fino a 150 cm con 3-5 camere, una seconda estiva temporanea ed infine una per il letargo, solitamente tra novembre e marzo. Le entrate vengono chiuse durante il giorno e segnalate con distintive piramidi di sabbia, che talvolta vengono disperse dal vento e rendere il loro rintracciamento difficoltoso. Si sposta con salti di 10–15 cm ma quando è agitato può compiere balzi fino a 140 cm.

### Alimentazione
Si nutre di semi, foglie e radici.

### Riproduzione
Danno alla luce 2-8 piccoli alla volta 2-3 volte l'anno, con picchi tra marzo e maggio, dopo una gestazione di 25-30 giorni.

## Distribuzione e habitat
Questa specie è diffusa nell'Asia centrale dalle rive sabbiose del fiume Don attraverso il Turkestan e l'Iran settentrionale fino alla Siberia centro-meridionale, la Mongolia e il nord della Cina.
Vive nelle regioni desertiche e semi-desertiche tra 1.000 e 3.000 metri di altitudine.

## Tassonomia
Sono state riconosciute 15 sottospecie:
- D.s.sagitta: Siberia centro- meridionale, Xinjiang nord-occidentale e Kazakistan nord-orientale tra il fiume Irtyš e i Monti Altaj;
- D.s.aksuensis (Wang, 1964): Xinjiang centro-occidentale;
- D.s.austrouralensis (Shenbrot, 1991): altopiani dei monti Urali meridionali tra i fiumi Ural ed Emba, nel Kazakistan nord-occidentale;
- D.s.bulganensis (Shenbrot, 1991): Mongolia sud-occidentale;
- D.s.deasyi (Barrett-Hamilton, 1900): Xinjiang sud-occidentale;
- D.s.fuscocanus (Wang, 1964): Xinjiang centrale;
- D.s.innae (Ognev, 1930): Basso corso del fiume Volga nella Russia meridionale;
- D.s.lagopus (Lichtenstein, 1823): Xinjiang nord-occidentale;
- D.s.megacranius (Shenbrot, 1991): Kazakistan centro-settentrionale;
- D.s.nogai (Satunin, 1907): Caucaso nord-orientale, dal Daghestan fino alla Calmucchia nella Russia meridionale;
- D.s.sowerbyi (Thomas, 1908): province cinesi dello Jilin, Liaoning, Mongolia Interna, Shaanxi; Mongolia centrale e meridionale;
- D.s.turanicus (Shenbrot, 1991): Turkmenistan sud-orientale;
- D.s.ubsanensis (Bannikov, 1947): Mongolia nord-occidentale;
- D.s.usuni (Shenbrot, 1991): Kazakistan sud-orientale;
- D.s.zaissanensis (Selevin, 1934): Xinjiang settentrionale.

## Conservazione
La IUCN Red List, considerato il vasto areale e la popolazione numerosa, classifica D.sagitta come specie a rischio minimo (Least Concern).